# 碘化镓
碘化镓是一种无机化合物，化学式为GaI3，它是镓最常见的碘化物。在砷化镓晶体生长所用的化学气相传递法中，用碘作为传递剂。碘化镓也可以双聚分子的形式存在， Ga2I6。
碘化镓可以被镓还原为绿色固体“碘化镓(I)”，该物种的性质尚不清楚，但对镓(I)和镓(II)的化合物的制备是有用的，并且可以用于有机合成。